# Uomini sulla Luna (fumetto)
Uomini sulla Luna (On a marché sur la Lune) è il diciassettesimo episodio della serie a fumetti Le avventure di Tintin. L'albo è composto da due volumi: Obiettivo Luna e Uomini sulla Luna. Pubblicato per la prima volta nel 1953 (Obiettivo Luna) e nel 1954 (Uomini sulla Luna).
Questo episodio costituisce il seguito di Obiettivo Luna.

## Trama
Il razzo lunare partito dalla Syldavia è atterrato sul satellite e l'equipaggio si prepara a svolgere il suo lavoro di ricerca scientifica. Ma le cose non vanno per il verso giusto: durante il volo i due sbadati detective Dupont e Dupond sbucano dalla stiva (si erano imbarcati casualmente a causa di un malinteso sull'ora del lancio), e le riserve di ossigeno sono razionate. In più, una serie di incidenti sempre più strani culminano col tradimento dell'ingegner Wolff, che tenta di impadronirsi del razzo grazie all'aiuto di un agente segreto nascosto nella stiva. Il pericolo è sventato grazie all'intervento di Tintin, ma gli astronauti decidono di rientrare il più velocemente possibile sulla Terra, per non consumare tutta la riserva d'ossigeno. La gag finale, una volta giunti sul suolo terrestre, chiude la missione lunare e lascia tirare un sospiro di sollievo.

## Storia editoriale
L'avventura, scritta da Hergé nella sua versione originale dal 1950 al 1953, è stata in parte corretta e modificata dall'autore stesso, in occasione della pubblicazione dell'album nel 1954. In particolare la lettera di addio di Wolff prima di suicidarsi fu edulcorata in seguito a delle pressioni da parte dell'editore stesso e degli ambienti cattolici. Nella lettera, quindi, Wolff sembra suggerire che, nel caso fortuito di un miracolo, lui si sarebbe potuto salvare, ma in seguito Hergé mise in chiaro di trovare lui stesso assurdo tale messaggio, e di aver modificato il testo originale solo perché obbligato, dato che, essendosi Wolff lanciato nello spazio, per lui non è mai esistita nessuna speranza di sopravvivere.

## Personaggi Principali
- Tintin: Il protagonista, giovane reporter coraggioso e intraprendente.
- Capitano Haddock: Il migliore amico di Tintin, spesso burbero ma di buon cuore, che offre momenti di comicità e saggezza.
- Professor Calculus (Tournesol): Il geniale ma distratto scienziato responsabile del progetto lunare.
- Milù: Il fedele cane di Tintin, che lo accompagna in tutte le sue avventure.

## Contesto e Influenza
La storia di Uomini sulla Luna è stata scritta in un periodo in cui la corsa allo spazio stava appena iniziando. Hergé ha condotto ricerche approfondite per garantire che la tecnologia e i dettagli scientifici nel fumetto fossero il più accurati possibile. Sebbene la missione Apollo 11 abbia portato realmente l'uomo sulla Luna nel 1969, il fumetto di Hergé ha affascinato i lettori con una rappresentazione visionaria dell'esplorazione spaziale ben prima di quel momento storico.
L'influenza del fumetto si estende ben oltre il mondo dei fumetti, ispirando generazioni di lettori e persino ingegneri e scienziati spaziali. È considerato uno dei capolavori di Hergé e un punto di riferimento nel genere della fantascienza.

## Ricezione e Critica
Alla sua uscita, Uomini sulla Luna ricevette grande apprezzamento sia dal pubblico che dalla critica per la sua narrativa avvincente e la precisione dei dettagli tecnici. Ancora oggi, l'opera è celebrata come una delle migliori avventure di Tintin e viene spesso citata come esempio di come i fumetti possano essere non solo intrattenimento, ma anche uno strumento per stimolare l'immaginazione e l'interesse scientifico.

## Edizioni e traduzioni
Uomini sulla Luna è stato tradotto in numerose lingue e pubblicato in tutto il mondo. È disponibile in diverse edizioni, che includono ristampe e versioni speciali con note e approfondimenti sulla creazione dell'albo.